# Borut Oslak
Borut Oslak, né le 27 février 1984, est un handballeur international slovène.

## Biographie
En 2011, Borut Oslak arrive au Pays d'Aix handball avec son compatriote Boris Becirovic, tous deux en provenance de Ribnica. Cinquième meilleur buteur (156 buts en 29 rencontres) de la Liga Espagnole la saison précédente avec Cangas do Morrazo, il est l’une des priorités de Jérémy Roussel depuis 2 ans. Considéré comme un vrai meneur de jeu, il vient apporter son dynamisme en attaque et ses qualités de buteurs. 
Avec Aix lors de la saison 2011-2012, il est élu meilleur demi-centre de Pro D2 et accède à la LNH. Auteur de 59 buts pour sa première saison en D1 française, il est victime d'un changement de schéma tactique après l'intersaison et se retrouve plus longtemps sur le banc que sur le parquet. Vers la mi-octobre, il demande que le club le libère. Il a alors des contacts avec un club allemand, un autrichien et l'US Ivry (LNH).
Fin novembre 2013, il s'engage comme joker à Chartres jusqu'à la fin de la saison et redescend d'un niveau après avoir joué la saison précédente avec des joueurs tels que Nikola Karabatic, son idole. Le CMHB28 étant à la recherche d'un renfort pour son collectif après un début de saison en demi-teinte. Il participe à l’accession à la LNH de la formation alors entraînée par Pascal Mahé en 2015. En 18 matches cette saison en LNH, il inscrit 43 buts. En mars 2016, à quelques mois de la fin de son contrat avec Chartres, Borut Oslak s’engage pour une saison plus une en option avec le club hongrois de Csurgoi.

## Style de jeu
Il peut jouer sur tous les postes de la base arrière même à droite alors qu'il est droitier.

## Palmarès
Palmarès de Borut Oslak :
 Celje
- Championnat de Slovénie (1)
  - Champion en 2007
- Coupe de Slovénie (1)
  - Vainqueur en 2007

 Cangas
- Cinquième meilleur buteur de la Liga Espagnole en 2010 (156 buts en 29 rencontres)

 Aix-en-Provence
- Pro D2 (1)
  - Champion en 2012
  - Meilleur demi-centre de Pro D2 2011-2012